# Eielson Air Force Base
Eielson AFB is een vliegbasis van de United States Air Force en een plaats (census-designated place) bij Moose Creek en ongeveer 42 km ten zuidoosten van Fairbanks in de Amerikaanse staat Alaska, en valt bestuurlijk gezien onder Fairbanks North Star Borough.
De basis werd in 1943 opgericht als Mile 26 Satellite Field en op 13 januari 1948 omgedoopt tot Eielson Air Force Base. Het is sinds 1989 een Superfund-site, wat inhoudt dat historische zware vervuiling van de site met federale middelen kan bestreden worden. Eielson AFB is vernoemd naar poolpiloot Carl Ben Eielson (1897 - 1929).
De Host Wing is de 354th Fighter Wing (354 FW) toegewezen aan de Elfde Luchtmacht van de Pacific Air Forces. De eenheid vliegt met F-16 Fighting Falcon, ondersteund door de 168th Air Refueling Wing met KC-135 Stratotankers. De primaire missie van de 354 FW is het ondersteunen van RED FLAG-Alaska, een reeks door de commandant van de Pacific Air Forces geleide veldtrainingsoefeningen voor Amerikaanse troepen, gezamenlijke offensieve tegenlucht, verbod, close-air ondersteuning en training van grote strijdkrachten in een gesimuleerde gevechtsomgeving. Deze oefeningen worden uitgevoerd op het Joint Pacific Alaskan Range Complex (JPARC) met luchtoperaties die worden gevlogen vanuit Eielson en zijn zusterinstallatie, Joint Base Elmendorf-Richardson (de voormalige Elmendorf Air Force Base).
Eielson werd tussen april 2020 en april 2022 bijkomend toegerust met 54 Lockheed Martin F-35 Lightning II-gevechtsvliegtuigen. De vliegtuigen worden ondersteund en beheerd door zo'n 3.500 personeelsleden, waaronder piloten en hun gezinnen, evenals civiel personeel. Het F-35-programma verhoogde het aantal militairen op Eielson met ongeveer 50%, wat een aanzienlijke verandering is voor een basis die ooit op het punt stond te sluiten.

## Demografie
Bij de volkstelling in 2000 werd het aantal inwoners vastgesteld op 5400.

## Geografie
Volgens het United States Census Bureau beslaat de plaats een oppervlakte van
138,6 km², waarvan 134,7 km² land en 3,9 km² water.

## Plaatsen in de nabije omgeving
De onderstaande figuur toont nabijgelegen plaatsen in een straal van 40 km rond Eielson AFB.